# Републикански път III-8105
Републикански път IIІ-8105 е третокласен път, част от Републиканската пътна мрежа на България, преминаващ изцяло по територията на област Монтана. Дължината му е 23,6 km.
Пътят се отклонява наляво при 136,9 km на Републикански път II-81 северно от село Расово, минава през центъра на село и се насочва на югозапад през Западната Дунавска равнина. Минава през селата Медковец и Сливовик и в северната част на село Славотин се свързва с Републикански път III-112 при неговия 28,1 km.
| Пътища, отклоняващи се надясно (населено място, № на пътя, посока на пътя) | km   | Пътища, отклоняващи се наляво (посока на пътя, № на пътя, населено място) |
| -------------------------------------------------------------------------- | ---- | ------------------------------------------------------------------------- |
| Община Медковец, II-81, 136,9 km ←                                         | 0,0  | ← 136,9 km, II-81, Община Медковец                                        |
| (за с. Аспарухово) общински път, с. Расово ←                               | 2,3  | с. Расово                                                                 |
| с. Медковец                                                                | 12,6 | с. Медковец                                                               |
| с. Сливовик                                                                | 18,1 | с. Сливовик                                                               |
| Община Монтана                                                             | 20,6 | Община Монтана                                                            |
| (от 24,5 km на II-11) III-112, 28,1 km, с. Славотин →                      | 23,6 | → с. Славотин, 28,1 km, III-112 (до 103,7 km на II-81)                    |